# Evelyn Adiru
Evelyn Adiru (ur. 25 maja 1962) – ugandyjska lekkoatletka, biegaczka średniodystansowa, uczestniczka Letnich Igrzysk Olimpijskich 1984.
Podczas Letnich Igrzysk Olimpijskich 1984 wystąpiła w biegu na 800 metrów. W eliminacjach startowała w trzecim biegu eliminacyjnym (z toru numer 8), w którym zajęła przedostatnie, 6. miejsce i nie awansowała do następnej fazy (uzyskała czas 2:07,39).
Adiru jest kilkukrotną medalistką mniejszych imprez. W 1987 roku podczas Igrzysk Afrykańskich zdobyła brąz w biegu na 1500 metrów (z czasem 4:17,87). Jest również dwukrotną mistrzynią Ugandy w biegu na 800 metrów (w 1982 roku uzyskała czas 2:12,2, zaś dwa lata później 2:15,4).

## Rekordy życiowe
| Dystans    | Wynik (s) | Data |
| ---------- | --------- | ---- |
| 800 metrów | 2:01:98   | 1986 |